# Tate (film)
Tate – polski dramat wojenny z 1986 roku w reż. Jana Rutkiewicza. Telewizyjna ekranizacja opowiadania Andrzeja Brauna pt. Ojciec.  

## Obsada
- Ryszard Kotys – leśniczy Grzegorz Małecki
- Aladyn Grabowski – Chaimełe (Szymek Małecki)
- Gustaw Lutkiewicz – handlarz Arcimowicz
- Marek Frąckowiak – wachmeister
- Włodzimierz Musiał – urzędnik gminny
- Wojciech Ziętarski – Rokita, urzędnik pocztowy
- Leon Charewicz – Ambrosionek, kradnący drzewo w lesie
- Andrzej Chichłowski – ukraiński policjant na saniach
- Zbigniew Bielski – chłop z asygnatą na drewno (dubbing Jana Rutkiewicza)
- Stefan Paska – chłop z asygnatą na drewno
- Janusz Dziubiński – żandarm
- Roman Janczuro – żandarm
- Janusz Sadowski – żandarm
- Andrzej Krukowski – Ambrosionek, kradnący drzewo w lesie

i in. 

## Fabuła
Gajowy Małecki przygarnia żydowskiego chłopca. Wkrótce wraz z nim pada ofiarą okupacyjnego terroru – obydwaj zostają rozstrzelani. 

## O filmie
Film anonsowany był pod roboczym tytułem Ojciec. Jego premiera miała miejsce 9 kwietnia 1986 roku w programie 1 TVP. Zyskał ogólnie przychylne recenzje – chwalono reżyserię i aktorstwo, chociaż krytykowano aspekt historyczny filmu (mówiący po polsku funkcjonariusze kolaboracyjnej formacji policyjnej, brak umiejscowienia akcji w konkretnym miejscu i czasie).  